# Secrets on Parade
Secrets On Parade er Tim Christensens debutalbum som solokunstner, der der udkom i 2000. Albummet modtog fire ud af seks stjerner i musikmagasinet GAFFA.

## Spor
1. "Secrets On Parade" - 4:40
2. "Get The Fuck Out Of My Mind" - 4:23
3. "Time Is The Space Between Us" - 4:40
4. "Love Is A Matter Of..." - 2:55
5. "Watery Eyes" - 3:07
6. "Falling To Pieces" - 4:55
7. "Let's Face It" - 3:18
8. "Prime Time" - 4:20
9. "Stranger" - 4:30
10. "21st Century High" - 5:20
11. "Caterpillar" - 8:16
12. "King's Garden" - 3:59